# James e o Pêssego Gigante
James e o Pêssego Gigante (em inglês:  James and the Giant Peach) é um filme de animação musical de fantasia de 1996 dirigido por Henry Selick, baseado no romance homônimo de 1961 de Roald Dahl. Foi produzido por Tim Burton e Denise Di Novi, e estrelado por Paul Terry como James. O filme é uma combinação de live action e animação stop-motion. Joanna Lumley e Miriam Margolyes interpretaram as tias egocêntricas Spiker e Sponge de James, respectivamente (nos segmentos live-action), com Simon Callow, Richard Dreyfuss, Jane Leeves, Susan Sarandon e David Thewlis, bem como Margolyes, dando voz a seus amigos insetos. nas sequências de animação.
Lançado em 12 de abril de 1996 nos Estados Unidos, o filme recebeu críticas geralmente positivas da crítica, que elogiou sua história e aspectos visuais. No entanto, o filme foi um fracasso de bilheteria, arrecadando US$ 300 mil a menos que seu orçamento.

## Trama
No verão de 1948, o menino inglês James Henry Trotter é um jovem órfão que vive com suas tias sádicas e dominadoras, Spanca e Esponja, depois que seus pais foram comidos por um rinoceronte voador em seu aniversário. Um dia, depois de resgatar uma aranha de suas tias histéricas, James obtém "línguas de crocodilo" mágicas de um velho misterioso, que têm o poder de fazer crescer qualquer coisa com que entrem em contato até um tamanho colossal. James, correndo para casa, tropeça e derruba a sacola no chão; as “línguas” de néon em forma de verme saltam para o chão debaixo de um velho pessegueiro, crescendo assim uma fruta enorme que Spanca e Esponja exploram como atração turística. À noite, James come o pêssego para encontrar um buraco com vários invertebrados antropomórficos de tamanho humano: Sr. Gafanhoto. Ao ouvirem Spanca e Esponja procurando por James, Centopeia corta o caule que liga o pêssego à árvore e o pêssego rola para o Oceano Atlântico.
Os invertebrados levam o pêssego para Nova York com um bando de gaivotas (cada uma amarrada com um barbante ao caule do pêssego), já que James sonhava em visitar o Empire State Building como seus pais queriam. Os obstáculos incluem um tubarão mecânico gigante e piratas esqueléticos mortos-vivos no Oceano Ártico. Quando o grupo chega, são subitamente atacados pela forma tempestuosa do rinoceronte que matou os pais de James. James, embora assustado, coloca todos em segurança e confronta o rinoceronte antes que ele atinja o pêssego com um raio. James e o pêssego caem na cidade abaixo, pousando no Empire State Building. Depois de ser resgatado pelos bombeiros, Spanca e Esponja chegam e tentam reivindicar James e o pêssego. James conta à multidão sua incrível aventura e expõe os abusos de suas tias. Enfurecidos com James, Spanca e Esponja tentam atacá-lo com machados de incêndio roubados, mas ficam assustados com os insetos e são presos pela polícia.
James apresenta seus amigos à multidão de curiosos e permite que as crianças comam o pêssego. O caroço do pêssego é transformado em um chalé no Central Park, onde James vive feliz com os insetos, que formam sua nova família e também encontram sucesso e fama na cidade; Centopeia concorre à prefeitura de Nova York e agora é o pai de James, Senhorita Aranha abre um clube e é sua mãe, Sr. Minhoca se torna mascote de uma empresa de cuidados com a pele (e tio ou primo de James), Sra. Joaninha torna-se obstetra e tia de James, o Sr. Gafanhoto torna-se violinista concertista (e avô de James), e a Sra. Vaga-lume se torna a luz da tocha da Estátua da Liberdade (e de sua avó). James comemora seu nono aniversário com sua nova família e amigos.
Uma cena pós-créditos mostra uma criança jogando um jogo de arcade chamado Spike the Aunts, que envolve o rinoceronte batendo nas tias pelas costas.

## Elenco
- Paul Terry como James Henry Trotter
- Miriam Margolyes como Aunt Sponge (Tia Esponja)
- Joanna Lumley como Aunt Spiker (Tia Spanca)
- Pete Postlethwaite como Narrador/Homem Mágico
- Steven Culp como Pai de James
- Susan Turner-Cray como Mãe de James
- Mike Starr como Beat Cop (Policial)

### Vozes
- Simon Callow como Mr. Grasshopper (Sr. Gafanhoto)
- Richard Dreyfuss como Mr. Centipede (Sr. Centopeia)
- Jeff Bennett como Mr. Centipede (Canções)
- Jane Leeves como Mrs. Ladybug (Sra. Joaninha)
- Susan Sarandon como Miss Spider (Senhorita Aranha)
- David Thewlis como Mr. Earthworm (Sr. Minhoca)
- Miriam Margolyes como Mrs. Glowworm (Sra. Vaga-lume)

## Produção
No Walt Disney Animation Studios, no início dos anos 1980, Joe Ranft tentou convencer a equipe a produzir um filme baseado em James and the Giant Peach (1961), de Roald Dahl, livro que o encantou por seu material "libertador" desde que ele li pela primeira vez na terceira série.  No entanto, a Disney recusou por motivos de um processo de animação potencialmente caro e difícil e pelo tema estranho do material de origem.  Entre os animadores expostos ao livro de Ranft estava Henry Selick; embora tenha gostado do livro e pensado em adaptá-lo para a tela por vários anos, ele entendeu os obstáculos para fazê-lo, como a natureza onírica do material de origem, a estrutura episódica e a reputação de outros livros de Dahl serem tão agitadores que algumas partes do mundo foram banidas eles. 
Felicity Dahl, viúva de Roald e executora de seu patrimônio, começou a oferecer os direitos cinematográficos do livro no verão de 1992; entre os interessados estavam Steven Spielberg e Danny DeVito. 
A Walt Disney Pictures adquiriu os direitos cinematográficos do livro do espólio de Dahl em 1992. Brian Rosen foi contratado como produtor pela Disney por sua experiência em projetos de animação como FernGully: The Last Rainforest (1992) e filmes live-action como Mushrooms (1995). 
Dennis Potter foi contratado para escrever um rascunho. Rosen o descreveu como "um pouco negro e bizarro", um tom que a Disney não aprovava, principalmente porque os tubarões eram nazistas. Assim que Potter morreu, Karey Kirkpatrick e Bruce Joel Rubin vieram para escrever rascunhos separados, dos quais o de Kirkpatrick foi escolhido.  Ao contrário do romance, as tias de James não são mortas pelo pêssego rolante (embora a morte de seus pais ocorra como no romance), mas o seguem até Nova York. O personagem Silkworm foi removido para não sobrecarregar a quantidade de personagens para animar; no livro, seu propósito se limitava ao que Miss Spider fez no filme, que foi prender o pêssego em diversas gaivotas durante a perseguição ao tubarão. 
Para escrever quatro músicas para o filme, Selick abordou Elvis Costello, que demonstrou interesse em fazer o filme. Infelizmente, a divisão musical da Disney não demonstrou interesse em Costello. “Os alarmes dispararam e eles disseram: 'Não, isso é muito estranho'”, disse Selick. A Disney sugeriu Randy Newman como alternativa. “Eu não queria usar Randy”, disse Selick, “só porque John Lasseter já o estava usando em Toy Story”. Andy Partridge, o principal compositor do grupo de rock XTC, escreveu originalmente quatro canções para o filme, "All I Dream Of Is A Friend", "Don't Let Us Bug Ya", "Stinking Rich Song" e "Everything Will Be All Right", “um dos quais era muito bonito", disse Selick, mas foi substituído por Randy Newman devido a diferenças criativas entre Selick e Disney em relação à escolha do compositor da trilha sonora e ao fato de a Disney querer possuir os direitos autorais das músicas de perpetuidade.
Antes do início da produção, Disney e Selick debateram se o filme deveria ser live-action ou animado em stop-motion, a empresa cética em relação à solução stop-motion.  Selick planejou originalmente que James fosse um ator ao vivo durante todo o filme, mas mais tarde considerou fazer o filme inteiro em stop-motion; mas acabou optando por sequências inteiramente de ação ao vivo e totalmente stop-motion, para manter custos mais baixos. O filme começa com 20 minutos de ação ao vivo, mas torna-se animação stop-motion depois que James entra no pêssego, e então ação ao vivo novamente quando James chega à cidade de Nova York (embora os personagens artrópodes tenham permanecido em stop-motion) . Assim como O Mágico de Oz (1939), a paleta de cores muda quando James entra no Peach para indicar que ele entrou em um cenário mágico, de cinzas e verdes a cores vibrantes. 
As filmagens começaram em 15 de novembro de 1994, com as cenas live-action terminando em 27 de dezembro daquele ano, e as cenas stop-motion continuando até 19 de janeiro de 1996.

### Músicas
Todas as faixas escritas e compostas por Randy Newman. 
| N.º | Título             | Intérpretes | Duração |  |
| 1.  | "My Name Is James" | Paul Terry |         |  |
| 2.  | "That's the Life"  | Jeff Bennett, Susan Sarandon, Jane Leeves, Miriam Margolyes, Simon Callow & David Thewlis (Paul Terry; reprise) |         |  |
| 3.  | "Eating the Peach" | Jeff Bennett, Susan Sarandon, Jane Leeves, Miriam Margolyes, Simon Callow, David Thewlis & Paul Terry           |         |  |
| 4.  | "Family"           | Jeff Bennett, Susan Sarandon, Jane Leeves, Miriam Margolyes, Simon Callow, David Thewlis & Paul Terry           |         |  |
| 5.  | "Good News"        | Randy Newman |         |  |

## Lançamento
O filme foi lançado nos cinemas em 12 de abril de 1996.
A Disney lançou o filme em todo o mundo, exceto em alguns países da Europa, incluindo o Reino Unido, onde a Pathé (proprietária da co-produtora Allied Filmmakers) cuidou da distribuição e vendeu os direitos para empresas independentes. Os únicos países onde a Disney não tem controle sobre o filme são o Reino Unido e a Alemanha, onde o filme foi lançado pela Guild Film Distribution e Tobis Film respectivamente.

### Bilheteria
O filme estreou em segundo lugar nas bilheterias, perdendo o primeiro lugar para Primal Fear. O filme arrecadou US$ 7.539.098 naquele fim de semana, e permaneceu entre os 10 primeiros pelas 5 semanas seguintes antes de cair para o 11º lugar. O filme arrecadou US$ 28.946.127 nos Estados Unidos e Canadá e US$ 37,7 milhões em todo o mundo, o que, contra um orçamento de US$ 38 milhões, tornou o filme comercialmente um "Box-office bomb".

### Mídia doméstica
O filme foi lançado em VHS em 15 de outubro de 1996. Um pacote combo Blu-ray / DVD restaurado digitalmente foi lançado pela Walt Disney Studios Home Entertainment em 3 de agosto de 2010, nos Estados Unidos.

## Recepção
O filme recebeu críticas positivas durante seu lançamento inicial.
Embora Roald Dahl tenha recusado inúmeras ofertas para produzir uma versão cinematográfica de James e o Pêssego Gigante durante sua vida, sua viúva, Liccy, aprovou uma oferta para produzir uma versão live-action. Ela acha que Roald "teria ficado encantado com o que fizeram com James. É um filme maravilhoso".
O agregador de resenhas Rotten Tomatoes dá ao filme uma pontuação de 91% com base nas resenhas de 74 críticos, com uma pontuação média de 7.2/10. O consenso crítico do site afirma: "Os visuais cativantes e dinâmicos, os detalhes excêntricos e a narrativa leve fazem de James e o Pêssego Gigante um sólido entretenimento familiar." Metacritic, que usa uma média ponderada, lista o filme com uma pontuação média ponderada de 78 em 100 com base em 36 críticos, indicando "críticas geralmente favoráveis". O público entrevistado pelo CinemaScore deu ao filme uma nota média de "A-" em uma escala de A+ a F.
Owen Gleiberman, da Entertainment Weekly, deu uma crítica positiva ao filme, elogiando a parte animada, mas chamando os segmentos de ação ao vivo de "grosseiros". Escrevendo no The New York Times, Janet Maslin chamou o filme de "uma maravilha tecnológica, arquitetônica e inovadora com uma concepção visual ousadamente excêntrica" e "um filme vigorosamente artístico com um toque macabro".

### Prêmios e indicações
O filme foi indicado ao Oscar de Melhor Música, Trilha Sonora Original ou Comédia, de Randy Newman. Ganhou o prêmio de Melhor Longa-Metragem de Animação no Festival Internacional de Cinema de Animação de Annecy.
| Ano  | Prêmio                                                | Categoria                                             | Nomeado(s)                                     | Resultado | Ref.   |
| ---- | ----------------------------------------------------- | ----------------------------------------------------- | ---------------------------------------------- | --------- | ------ |
| 1996 | Annie Awards                                          | Melhor Animação                                       |                                                | Nomeado   | [ 30 ] |
| 1996 | Annie Awards                                          | Melhor Realização Individual: Direção                 | Henry Selick                                   | Nomeado   | [ 30 ] |
| 1996 | Annie Awards                                          | Melhor Realização Individual: Música                  | Randy Newman                                   | Nomeado   | [ 30 ] |
| 1996 | Annie Awards                                          | Melhor Realização Individual: Produção                | Tim Burton Denise Di Novi                      | Nomeado   | [ 30 ] |
| 1996 | Annie Awards                                          | Melhor Realização Individual: Storyboard              | Joe Ranft                                      | Nomeado   | [ 30 ] |
| 1996 | Annie Awards                                          | Melhor Realização Individual: Dublagem                | Richard Dreyfuss                               | Nomeado   | [ 30 ] |
| 1996 | Annie Awards                                          | Melhor Realização Individual: Escrita                 | Karey Kirkpatrick Jonathan Roberts Steve Bloom | Nomeado   | [ 30 ] |
| 1996 | Kansas City Film Critics Circle Awards                | Melhor Filme de Animação                              |                                                | Ganhou    | [ 31 ] |
| 1997 | Academy Awards                                        | Melhor Música, Trilha Sonora Original ou Comédia      | Randy Newman                                   | Nomeado   | [ 32 ] |
| 1997 | Festival de Cinema de Animação de Annecy              | Melhor Longa-Metragem de Animação                     | Henry Selick                                   | Ganhou    | [ 33 ] |
| 1997 | Associação de Críticos de Cinema de Chicago           | Melhor Trilha Sonora Original                         | Randy Newman                                   | Nomeado   | [ 34 ] |
| 1997 | Associação de Críticos de Cinema de Dallas-Fort Worth | Melhor Filme de Animação                              |                                                | Ganhou    | [ 35 ] |
| 1997 | Satellite Awards                                      | Melhor Filme, Animação ou Mídia Mista                 | Tim Burton Denise Di Novi                      | Nomeado   | [ 36 ] |
| 1997 | Saturn Awards                                         | Melhor Filme de Fantasia                              |                                                | Nomeado   | [ 37 ] |
| 1997 | Young Artist Awards                                   | Melhor Filme Familiar – Animação ou Efeitos Especiais |                                                | Ganhou    | [ 38 ] |
| 1997 | Young Artist Awards                                   | Melhor Performance em Locução – Jovem Artista         | Paul Terry                                     | Nomeado   | [ 38 ] |

## Potencial remake
Em agosto de 2016, foi revelado que Sam Mendes estava em negociações com a Disney para dirigir outra adaptação live action do romance, com Nick Hornby em negociações para o roteiro. Em maio de 2017, no entanto, Mendes não estava mais vinculado ao projeto devido ao início de negociações com a Disney sobre a direção de uma adaptação cinematográfica de Pinóquio, da qual ele também desistiria com Robert Zemeckis em seu lugar.